# Gradac (gmina Podgorica)
Gradac (cyr. Градац) – wieś w Czarnogórze, w gminie Podgorica. W 2011 roku liczyła 9 mieszkańców.